# Кубок Італії з футболу 1964—1965
Кубок Італії з футболу 1964—1965 — 18-й розіграш Кубка Італії з футболу. У турнірі взяли участь 38 італійських клубів. Титул володаря кубка Італії вп'яте здобув «Ювентус», який у фіналі переграв «Інтернаціонале».

## Календар
| Раунд            | Дата                       | Матчі | Клуби   |
| ---------------- | -------------------------- | ----- | ------- |
| Перший раунд     | 6 вересня 1964             | 17    | 38 → 21 |
| Перехідний раунд | 23 жовтня 1964             | 1     | 21 → 20 |
| Другий раунд     | 6 січня - 24 лютого 1965   | 8     | 20 → 12 |
| Третій раунд     | 14 березня - 7 квітня 1965 | 5     | 12 → 8  |
| 1/4 фіналу       | 16 квітня - 5 травня 1965  | 4     | 8 → 4   |
| 1/2 фіналу       | 9 червня 1965              | 2     | 4 → 2   |
| Фінал            | 29 серпня 1965             | 1     | 2 → 1   |

## Перший раунд
| Команда 1                  | Рахунок | Команда 2      |
| -------------------------- | ------- | -------------- |
| 6 вересня 1964             |         |                |
| Алессандрія (2)            | 1:2     | Ювентус        |
| Барі (2)                   | 1:4 дч  | Фоджа          |
| Брешія (2)                 | 2:0     | Мантова        |
| Верона (2)                 | 0:2     | Венеція (2)    |
| Лекко (2)                  | 2:0     | Падова (2)     |
| Ліворно (2)                | 3:4     | Кальярі        |
| Модена (2)                 | 2:1     | Віченца        |
| Парма (2)                  | 1:3     | Сампдорія      |
| Потенца (2)                | 0:4     | Катанія        |
| Аурора Про Патрія 1919 (2) | 1:0     | Варезе         |
| Реджана (2)                | 0:2 дч  | Дженоа         |
| Монца (2)                  | 2:1 дч  | Мілан          |
| СПАЛ (2)                   | 3:0     | Фіорентіна     |
| Наполі (2)                 | 2:1 дч  | Мессіна        |
| Палермо (2)                | 4:3 дч  | Катандзаро (2) |
| Трані (2)                  | 0:3     | Лаціо          |
| Трієстіна (2)              | 1:3     | Аталанта       |

## Перехідний раунд
| Команда 1      | Рахунок | Команда 2 |
| -------------- | ------- | --------- |
| 23 жовтня 1964 |         |           |
| Наполі (2)     | 0:0 дч* | Лаціо     |

* - Наполі пройшов до наступного раунду після жеребкування.

## Другий раунд
| Команда 1                  | Рахунок      | Команда 2   |
| -------------------------- | ------------ | ----------- |
| 6 січня 1965               |              |             |
| Ювентус                    | 1:0          | Брешія (2)  |
| Лекко (2)                  | 3:0          | Сампдорія   |
| Модена (2)                 | 1:1 пен. 4:5 | Аталанта    |
| Аурора Про Патрія 1919 (2) | 1:2          | Дженоа      |
| Наполі (2)                 | 2:1          | Фоджа       |
| Палермо (2)                | 1:0          | Катанія     |
| Кальярі                    | 1:0          | СПАЛ (2)    |
| 24 лютого 1965             |              |             |
| Монца (2)                  | 2:1          | Венеція (2) |

## Третій раунд
| Команда 1       | Рахунок | Команда 2   |
| --------------- | ------- | ----------- |
| 14 березня 1965 |         |             |
| Кальярі         | 5:0     | Аталанта    |
| 18 березня 1965 |         |             |
| Дженоа          | 3:0     | Монца (2)   |
| 4 квітня 1965   |         |             |
| Наполі (2)      | 1:0     | Палермо (2) |
| 7 квітня 1965   |         |             |
| Лекко (2)       | 0:2     | Ювентус     |

## 1/4 фіналу
| Команда 1      | Рахунок      | Команда 2 |
| -------------- | ------------ | --------- |
| 16 квітня 1965 |              |           |
| Торіно         | 2:0          | Дженоа    |
| 28 квітня 1965 |              |           |
| Інтернаціонале | 6:3          | Кальярі   |
| 5 травня 1965  |              |           |
| Наполі (2)     | 1:2          | Рома      |
| Болонья        | 0:0 пен. 3:4 | Ювентус   |

## 1/2 фіналу
| Команда 1     | Рахунок      | Команда 2      |
| ------------- | ------------ | -------------- |
| 9 червня 1965 |              |                |
| Рома          | 2:2 пен. 6:8 | Інтернаціонале |
| Ювентус       | 1:0          | Торіно         |

## Фінал
| 29 серпня 1965 |

| «Ювентус»     | 1:0 | «Інтернаціонале» |
| ------------- | --- | ---------------- |
| Менікеллі 14' |     |                  |

| «Стадіо Олімпіко», Рим Арбітр: Алессандро Д'Агостіні |